# ایلووایسک
شهر ایلووایسک اوکراینی: Іловайськ) or (روسی: Иловайск در استان دونتسک در کشور اوکراین واقع شده‌است. جمعیت این شهر ۱۷٬۶۲۰ نفر است.